# 60. pr. n. št.
60. pr. n. št. je četrto desetletje v 1. stoletju pr. n. št. med letoma 69 pr. n. št. in 60 pr. n. št.. 